# Cervona Znameanka, Kazanka
Cervona Znameanka (în ucraineană Червона Знам'янка) este localitatea de reședință a comunei Cervona Znameanka din raionul Kazanka, regiunea Mîkolaiiv, Ucraina.

## Demografie
Componența lingvistică a localității Cervona Znameanka
     Ucraineană (97,71%)
     Rusă (1,91%)
     Alte limbi (0,38%)
Conform recensământului din 2001, majoritatea populației localității Cervona Znameanka era vorbitoare de ucraineană (97,71%), existând în minoritate și vorbitori de rusă (1,91%).